# Roca metavolcánica

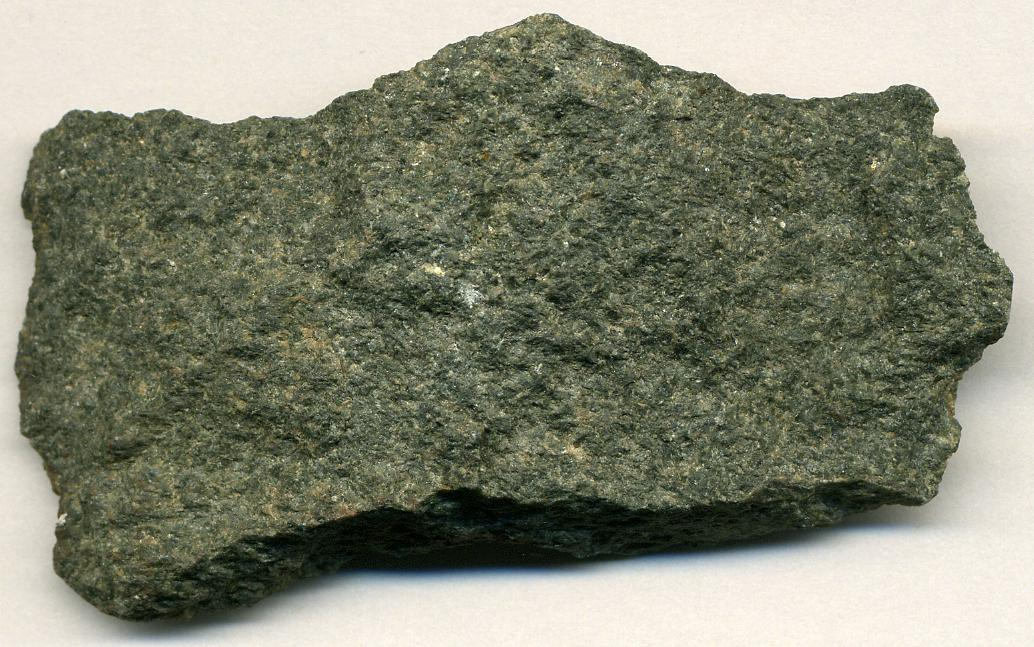
Roca metavolcánica (un metabasalto) de Michigan, EE. UU.

Una roca metavolcánica es un tipo de roca volcánica que muestra signos de haber experimentado metamorfismo. En otras palabras, la roca fue producida originalmente por un volcán, ya sea como lava o tefra, para posteriormente ser sometida a alta presión, alta temperatura o ambas, por ejemplo quedado enterrada bajo rocas más jóvenes, lo que provocó que la recristalización de la roca volcánica original se recristalizara. Las rocas metavolcánicas a veces se describen informalmente como metavolcánicas.
Cuando es posible determinar el tipo de roca volcánica original a partir de las propiedades de la roca metavolcánica (particularmente si el grado de metamorfismo es leve), la roca se nombra con mayor precisión aplicando el prefijo meta- al tipo de roca original. Por ejemplo, un basalto débilmente metamorfoseado se describiría como metabasalto, o una toba débilmente metamorfoseada como metatoba.
Comúnmente se encuentran rocas metavolcánicas en cinturones de rocas verdes.